# (4900) Maymelou
(4900) Maymelou – planetoida z pasa głównego asteroid okrążająca Słońce w ciągu 3,67 lat w średniej odległości 2,38 j.a. Odkryła ją Eleanor Helin 16 czerwca 1988 roku w Obserwatorium Palomar.